# Liste der Bischöfe von Manchester
Die Liste der Bischöfe von Manchester stellt die bischöflichen Titelträger der Church of England, der Diözese von Manchester, in der Province of York dar. Die Diözese von Manchester wurde im Jahr 1847 gegründet. Auf Grund des Wachstums der Bevölkerung in Manchester, bat der Bischof 1924 darum, dass der Bischof von Hulme die Diözese mit unterstützt. Von Manchester aus wurden zwei neue Bereiche ernannt, Middleton und Bolton.
| Liste der Bischöfe von Manchester | Liste der Bischöfe von Manchester | Liste der Bischöfe von Manchester | Liste der Bischöfe von Manchester                        |
| Von                               | Bis                               | Name                              | Anmerkungen                                              |
| --------------------------------- | --------------------------------- | --------------------------------- | -------------------------------------------------------- |
| 1848                              | 1869                              | James Prince Lee                  |                                                          |
| 1870                              | 1885                              | James Fraser                      |                                                          |
| 1886                              | 1903                              | James Moorhouse                   | vorher Bischof von Melbourne                             |
| 1903                              | 1921                              | Edmund Knox                       | vorher Bischof von Coventry                              |
| 1921                              | 1929                              | William Temple                    | danach Erzbischof von York und Erzbischof von Canterbury |
| 1929                              | 1947                              | Guy Warman                        | vorher Bischof von Truro und Bischof von Chelmsford      |
| 1947                              | 1970                              | William Greer                     |                                                          |
| 1970                              | 1978                              | Patrick Campbell Rodger           | danach Bischof von Oxford                                |
| 1979                              | 1992                              | Stanley Booth-Clibborn            |                                                          |
| 1993                              | 2002                              | Christopher Mayfield              | vorher Bischof von Wolverhampton                         |
| 2002                              | 2013                              | Nigel McCulloch                   | vorher Bischof von Taunton und Bischof von Wakefield     |
| 2013                              | Gegenwart                         | David Walker                      | vorher Bischof von Dudley                                |